# Sfinx (Vrchlický)
Sfinx – tomik wierszy czeskiego poety i dramaturga Jaroslava Vrchlickiego, opublikowany w 1883. Został zadedykowany Sofii Podlipskiej. Zawiera między innymi poemat Proroci, dedykowany Adamowi Asnykowi, napisany strofą siedmiowersową rymowaną abacbac.

Když svět se svíjel v mdlobě, bez moci.
a tona stébla sledního se chytal,
vždy přišli mezi lidstvo proroci,
na bledé skráni plamen myšlenkový;
jim vždycky jitra záblesk z mraků kmital.
a říše, v kterých mřeli otroci,
ty bořili a dobývali — slovy.

Oprócz tego w tomiku znalazły się cykle Dno číše, Pod štítem, Jas na východě i Hymna Lazarova. Wiersz Na dvě antické masky tragoedie a komoedie przełożył na język polski Antoni Lange.